# Chloractis obnubilata
Chloractis obnubilata är en fjärilsart som beskrevs av W. Warren 1906. Chloractis obnubilata ingår i släktet Chloractis och familjen mätare. Inga underarter finns listade i Catalogue of Life.